# Mercedes Lambre
Mercedes Rodríguez Lambre (La Plata, 1992. október 5. –) argentin színész, modell, táncos, énekesnő.
Legismertebb szerepe Ludmilla Ferro a Violetta című sorozatban.

## Élete és pályafutása
1992. október 5-én született La Platában. Három évig jazz táncot, két évig street táncot és három évig spanyol táncot tanult.
Pályafutását a modellkedéssel kezdte, majd a Violetta című sorozatban szerepelt.

## Filmográfia

### Film
| Év   | Magyar cím                 | Eredeti cím                        | Szerep                 | Magyar hang     |
| ---- | -------------------------- | ---------------------------------- | ---------------------- | --------------- |
| 2016 | Tini: Violetta átváltozása | Tini: El gran Cambio de Violetta   | Ludmila Ferro          | Nádasi Veronika |
| 2015 | Violetta: A színpadon      | Violetta: The Journey              | önmaga / Ludmila Ferro | Nádasi Veronika |
| 2015 |                            | Violetta Live en Montpellier       | önmaga / Ludmila Ferro |                 |
| 2014 | Violetta: A koncert        | Violetta: La emoción del concierto | önmaga / Ludmila Ferro | Nádasi Veronika |

### Televízió
| Év        | Magyar cím | Eredeti cím                        | Szerep        | Megjegyzések                             |
| --------- | ---------- | ---------------------------------- | ------------- | ---------------------------------------- |
| 2017      |            | 2017 Kids' Choice Awards Argentina | önmaga        | műsorvezető                              |
| 2017–2019 |            | Heidi, bienvenida a casa           | Emma Corradi  | főszereplő                               |
| 2012–2015 | Violetta   | Violetta                           | Ludmila Ferro | főszereplő magyar hangja Nádasi Veronika |
| 2012      |            | Ludmila Cyberst@r                  | Ludmila Ferro | főszereplő                               |

## Diszkográfia
- 2012, Juntos somos más (Facundo Gambandé, Lodovica Comello és Candelaria Molfesevel)
- 2012, Ven y canta
- 2012, Ser Major
- 2013, Si es por amor (Martina Stoessellel)